# Cratere Firdousi
Firdousi  è un cratere sulla superficie di Mercurio.